# نان كوهن
نان كوهن (بالإنجليزية: Nan Cohen)‏ هي كاتِبة وشاعرة أمريكية، ولدت في 1968.